# Paul d'Ariste
 (octobre 2015).
Pour les articles homonymes, voir Ariste.
Pour l’article ayant un titre homophone, voir Dariste.
Paul-Eugène-Augustin, baron d'Ariste, né le 13 octobre 1845 à Pau et mort le 19 juin 1924 au château du Bilaà à Lescar, est un homme politique français.

## Biographie
Fils d'Auguste Dariste, il étudia le droit, et fut officier de mobiles pendant la guerre de 1870. Il exerçait la profession d'avocat au barreau de Paris, et devint administrateur de la Compagnie des chemins de fer du Nord.
Il fut élu député le 20 février 1876 par la 2e circonscription de Pau et siégea dans le groupe bonapartiste. Candidat officiel le 14 octobre 1877, il obtint sa réélection, reprit sa place dans la minorité, fit de l'opposition aux ministères Dufaure et Ferry, et vota contre l'amnistie, contre l'article 7, et contre l'application des décrets aux congrégations religieuses. 
Après avoir échoué en 1881, il retrouve son siège à la Chambre en 1885. Il siégea à droite et combattit les divers ministères de gauche qui se succédèrent au pouvoir.
Il resta maire de Lescar jusqu'en 1919.

## Distinctions
Il était grand-croix de l'ordre de Saint-Grégoire-le-Grand, grand-officier de l'ordre du Nicham et de l'ordre royal du Cambodge et commandeur de l'ordre de Vasa.